# 곽재우생가
곽재우생가는 경상남도 의령군 유곡면 세간리에 위치한다. 임진왜란 때 전국에서 맨 먼저 민중의병을 일으켜 왜구를 무찌른 곽재우 의병장의 생가를 복원한 건물이다.

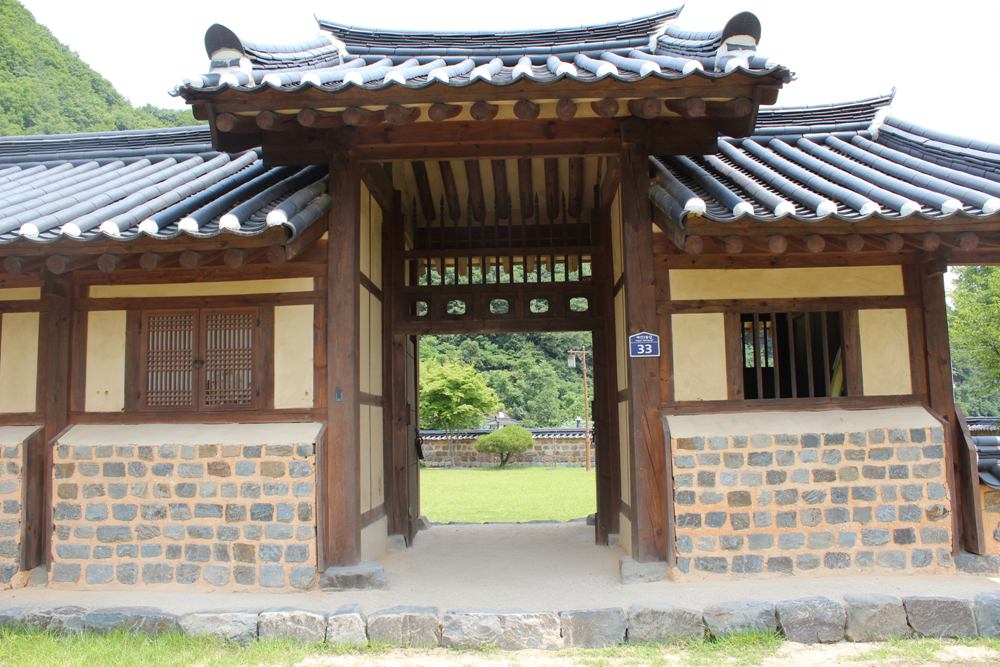
- 곽재우 생가 입구 -
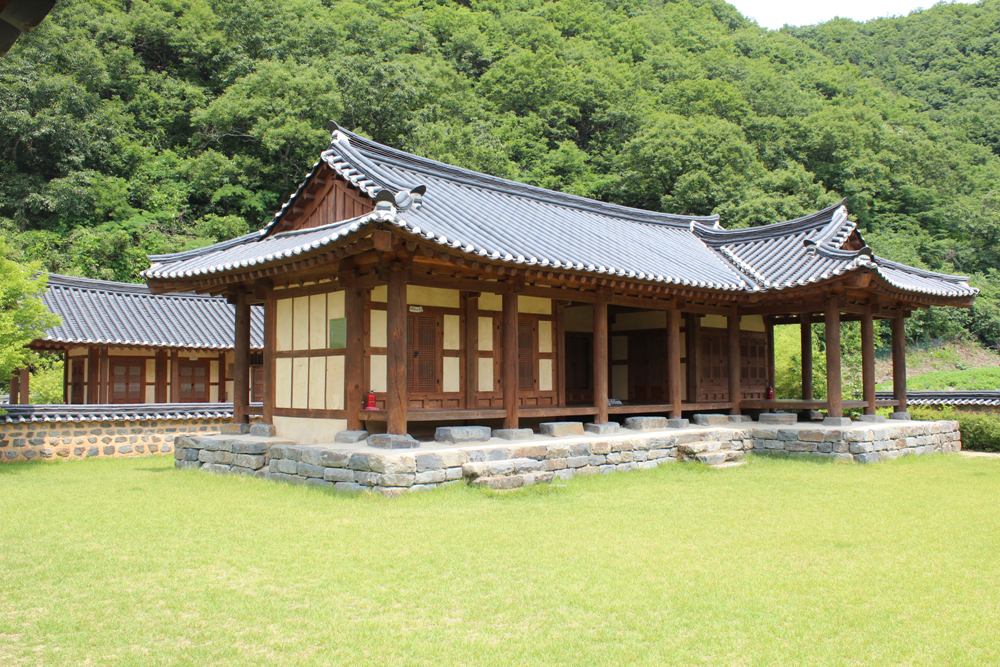
- 곽재우 생가 전경1 -
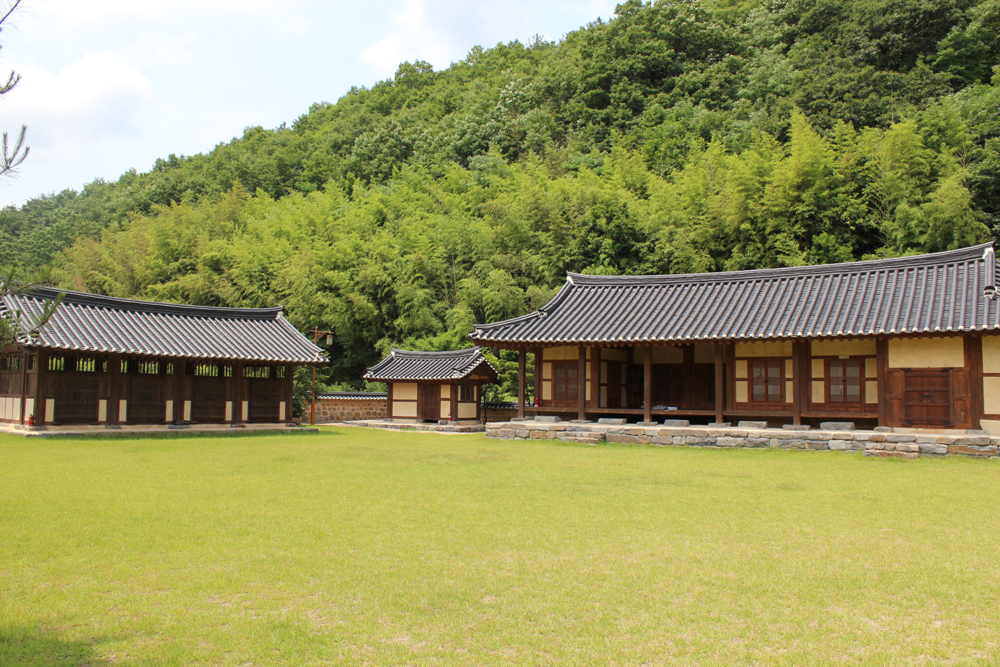
- 곽재우 생가 전경2 - (의령사랑 위키 어린이 기자단 촬영 사진)

## 개요
곽재우 의병장은 본관은 현풍이고 자는 계소로 호가 망우당이며 시호는 충익이다. 1592년 4월 임진왜란이 일어나자 9일째 되는 날 이곳 곽재우 생가가 있는 마을에서 곽재우장군을 비롯한 17장령들과 함께 책과 붓을 던지고 가재를 던지고 의병을 일으켰다. 이곳 생가는 조선중기 사대부의 사저로서 전형적인 구조를 본떠서 안채, 사랑채, 별당, 큰 곳간, 작은 곳간, 대문, 문간채등으로 구성된 전형적인양반가의 집으로 2005년 복원하였다.